# Grotte ornée
Ne doit pas être confondu avec Grotte ornementale.

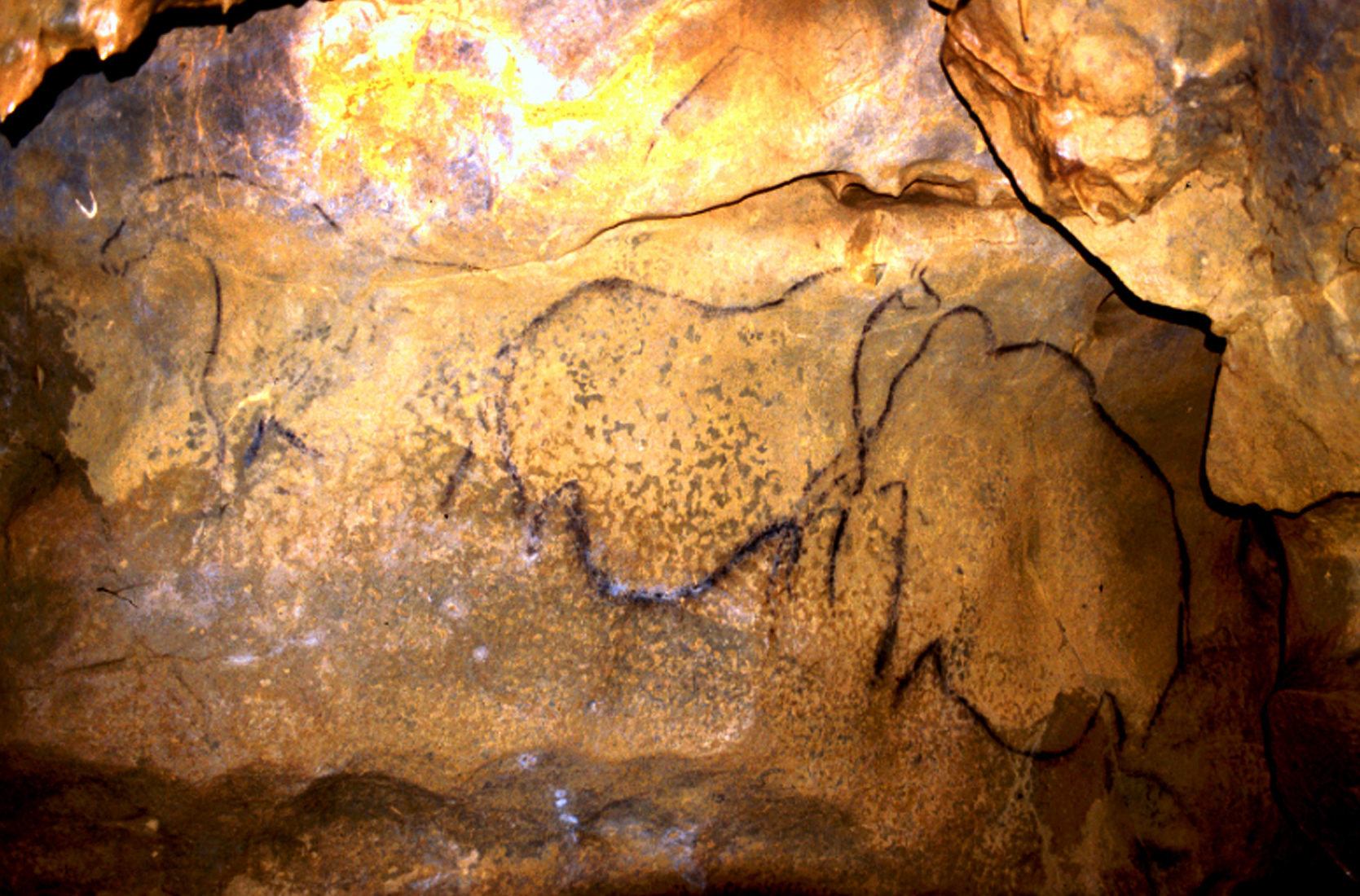
Panneau principal de la Cave à la Dérouine, ou grotte Mayenne-Sciences, Thorigné-en-Charnie, Mayenne, France

Une grotte ornée est une grotte présentant des témoignages d'art pariétal : dessins, peintures, gravures, sculptures en bas-relief exécutées sur les parois, généralement dans les profondeurs de la grotte. L'art pariétal est dans la plupart des cas daté du Paléolithique supérieur.

## Répartition
On dénombre environ 350 grottes ornées dans le monde, dont 186 en France (la majorité dans le Sud-Ouest), et plusieurs dizaines en Espagne, essentiellement situées dans le Nord du pays, le long de la corniche cantabrique. Quelques grottes ornées sont aussi connues au Royaume-Uni (Creswell Crags) et en Italie.

## Galerie

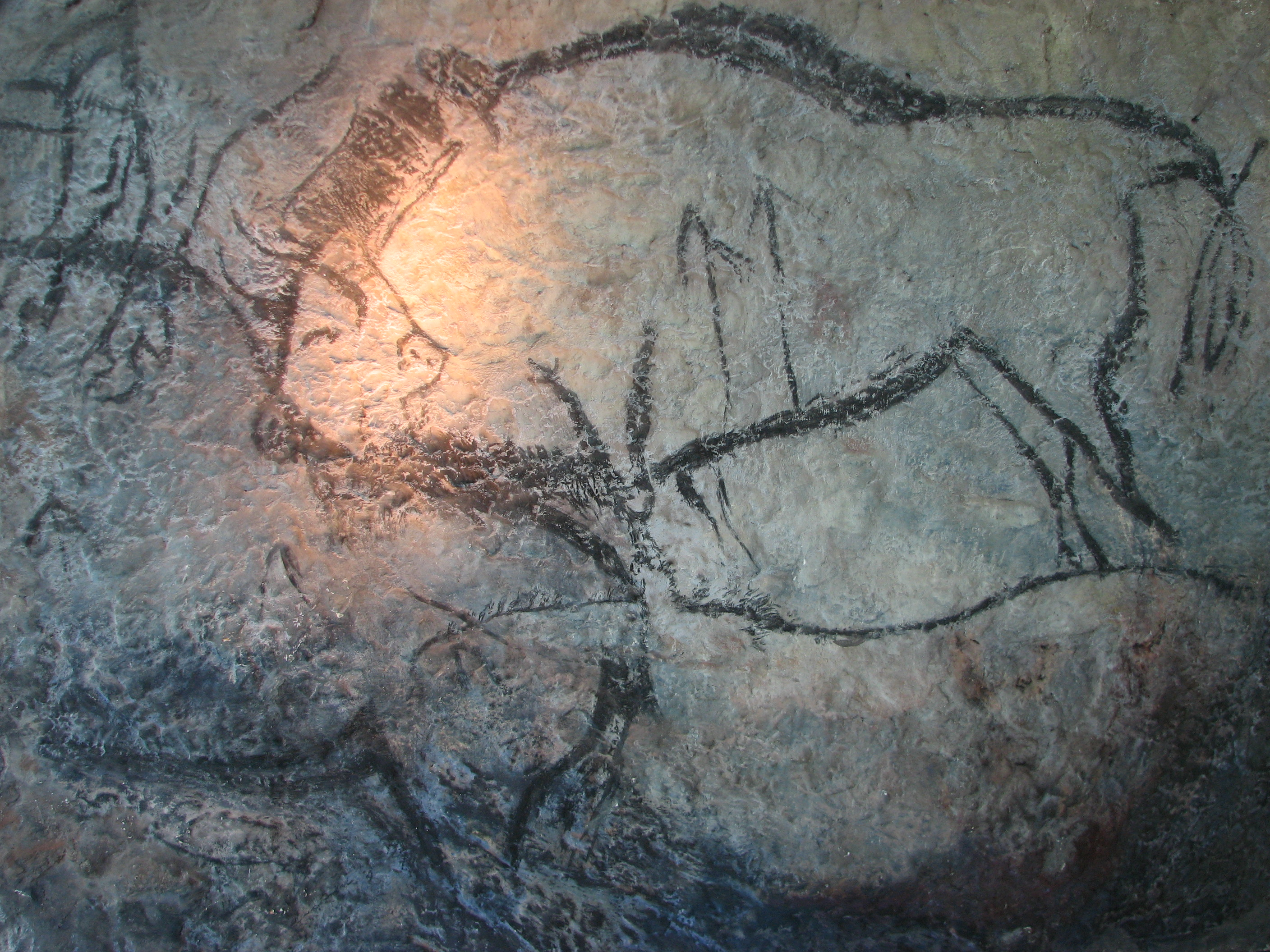
Bisons de la grotte de Niaux, Ariège, France
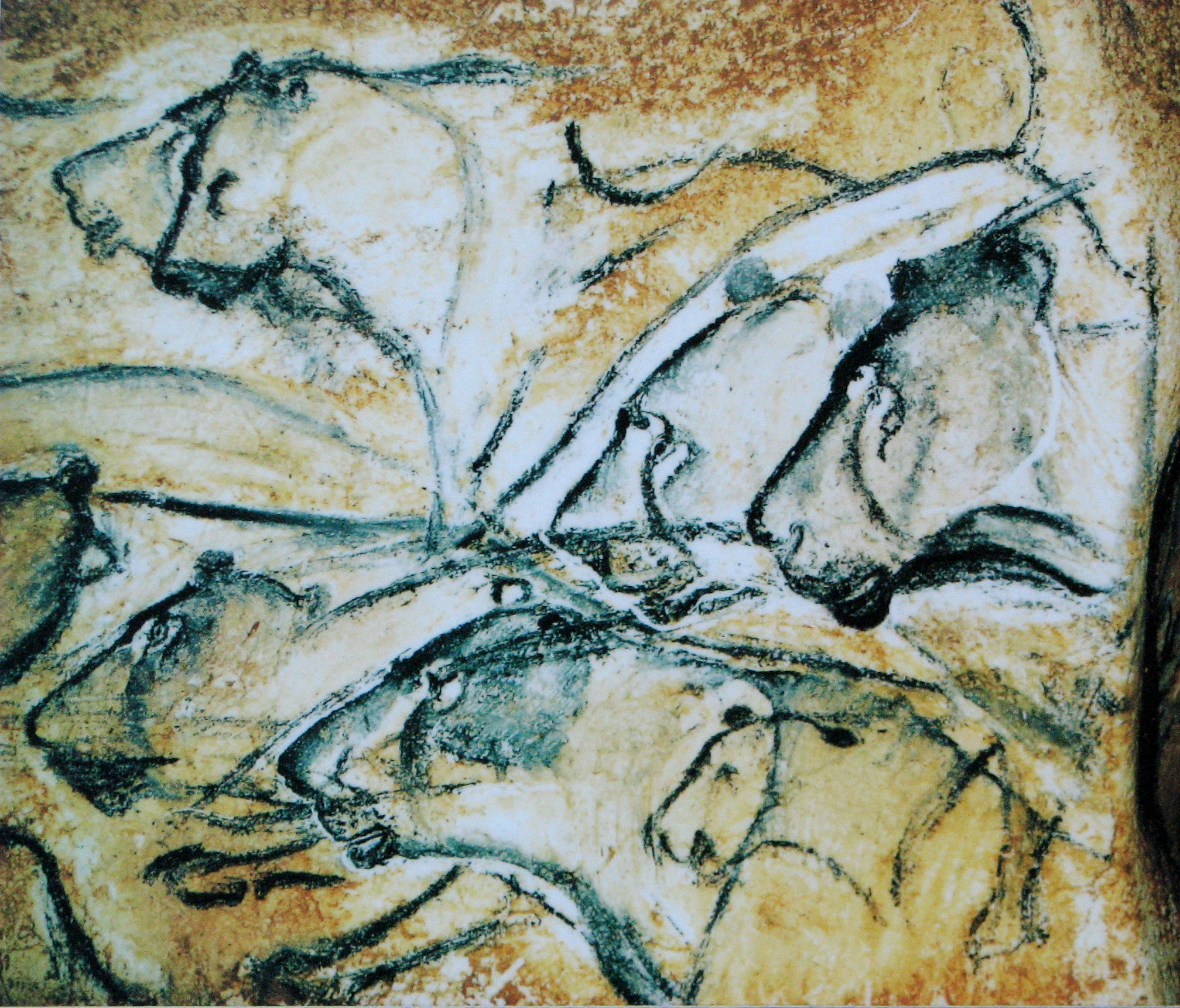
Lions de la grotte Chauvet, Ardèche, France
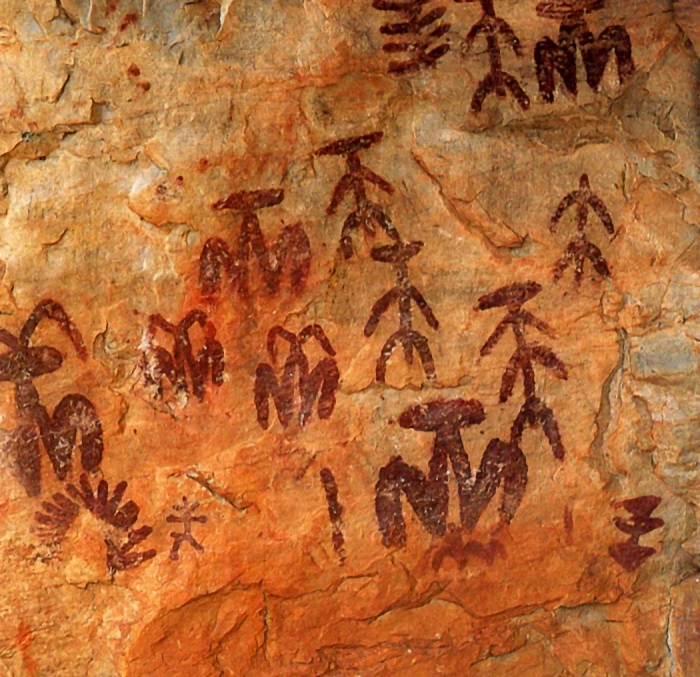
Peintures paléolithiques de la Sierra Madrona, Espagne